# Treći Reich
Treći Reich (njem. Drittes Reich), također poznat kao Nacistička Njemačka (njem. Nazionalsozialistisches Deutschland), službeno Njemački Reich (njem. Deutsches Reich) od 1933. do 1943., od 26. lipnja 1943. Velikonjemački Reich (njem. Großdeutsches Reich) naziv je za njemačku državu koja je postojala od 1933. do 1945. kada je bila pod vlašću Adolfa Hitlera i Nacionalsocijalističke njemačke radničke stranke. Poslije 1938. godine, neslužbeni naziv za državu bio je i Velika Njemačka (njem. Großdeutschland).
Dana 30. siječnja 1933. Adolf Hitler postao je kancelar Njemačke s odobrenjem predsjednika Paula von Hindenburga. Iako je vodio koalicijsku vladu, Hitler je ubrzo položaj predsjednika pretvorio u simboliku i uklonio nenacionalsocijalistički element iz vlade. U vrijeme nacionalsocijalizma u Njemačkoj dolazi do gospodarskog procvata, veliki broj nezaposlenih dobiva posao u vojsci. Gospodarski procvat donio je Hitleru i njegovoj stranci ogromnu popularnost, iako je postojao maleni otpor protiv njegove vladavine, kao primjerice u Srpanjskoj uroti iz 1944. Tajna policija Gestapo pod vodstvom Heinricha Himmlera obračunavala se s liberalima i komunistima, te vodila represivnu politiku protiv Židova. Nacionalsocijalistička stranka preuzela je kontrolu nad sudovima, lokalnim vladama i građanskim organizacijama osim Katoličke i Protestantske Crkve. Za promidžbu nacionalsocijalizma brinuo se ministar propagande Joseph Goebbels, koji se služio filmovima, masovinim okupljanjima i Hitlerovim darom za govor.
Hitler je bio viđen kao Führer (vođa), držao je svu moć u svojim rukama. Iako je nacionalsocijalistički režim prikazivao Hitlera kao vođu kome je svatko dužan odgovarati za greške, njegovi podanici imali su određeni stupanj autonomije i mogli su samostalno donositi odluke.
Hitlerova vanjska politika 1930-ih obilježena je raznim teritorijalnim zahtjevima. Hitlerova ofenzivna vanjska politika dovela je do istupanja Njemačke iz Lige naroda (1933.), neprihvaćanjem Versajskog sporazuma, ponovnim naoružavanjem (1935.), vraćanjem Saarske oblasti (1935.), remilitarizacije Rajnske oblasti (1936.), stvaranjem saveza s Mussolinijevom Italijom (1936.), slanjem vojne pomoći Francovoj Španjolskoj u građanskom ratu (1936. – 1939.), ujedinjenjem s Austrijom (Anschluss, 1938.), preuzimanjem Češke i stvaranjem nezavisne Slovačke (1938.), potpisivanjem sporazuma Ribbentrop-Molotov sa Sovjetskim Savezom (1939.) i invazijom na Poljsku u rujnu 1939. godine. Uskoro, Ujedinjeno Kraljevstvo i Francuska započinju Drugi svjetski rat objavom rata Njemačkoj 3. rujna 1939. godine.
U vrijeme Drugog svjetskog rata Njemačka uspijeva vladati skoro cijelom Europom i Sjevernom Afrikom s ciljem da uspostavi novi, nacionalsocijalistički poredak u Europi. Njemačku – zajedno sa svojim saveznicima, među kojima je bila i Nezavisna Država Hrvatska – su porazili Saveznici dana 8. svibnja 1945. godine.

## Povijest

### Pozadina
1919. godine Njemačka ekonomija imala je velikih problema zbog plaćanja troškova reparacije uzrokovanih ratnim razaranjima tijekom Prvog svjetskog rata. Vlada je tiskala sve više novca kako bi bila u mogućnosti platiti ratne reparacije i ratni dug te je takva fiskalna politika rezultirala hiperinflacijom i velikim rastom cijena dobara i usluga. Postupno je došlo do ekonomskog kaosa i prosvjeda zbog nedostatka hrane, odnosno skupoće postojeće hrane.
NSDAP je u to vrijeme bila nasljednica Njemačke radničke stranke koja je osnovana 1919. godine te je na političkoj sceni bila tek jedna od nekoliko krajnje desničarskih opcija. Politički program stranke zagovarao je uklanjanje Weimarske Republike, odbijanje Versajskog sporazuma, radikalni antisemitizam i anti-boljševizam. Program je obećavao snažnu centralnu vladu, formiranje društva baziranog na »arijevskoj« rasi te rasno čišćenje i izbacivanje Židova iz njemačkog društva i ekonomije.
Krah američke burze 1929. godine osjetio se u cijelom svijetu, a pogotovo u Njemačkoj gdje je nekoliko stotina tisuća radnika ostalo bez posla, a nekoliko glavnih banaka je bankrotiralo. Adolf Hitler i NSDAP iskoristili su gospodarski slom Njemačke i snažnim obećanjima dobili potporu naroda. Narod je u to vrijeme snažno vjerovao kako je NSDAP sposoban vratiti njemačko gospodarstvo na pozitivni put i omogućiti Nijemcima tisuće novih radnih mjesta. Nakon federalnih izbora 1932. godine NSDAP je bio najveća stranka u Reichstagu. Imali su 230 zastupnika, a 37,4 % glasača dalo im je potporu.

## Ideologija
NSDAP bila je ultradesničarska stranka koja je došla na vlast prilikom socijalne i financijske nestabilnosti uzrokovanje velikom depresijom 1929. godine. Nakon neuspješkog puča, Adolf Hitler završio je u zatvoru te je unutar zatvora napisao svoju knjigu Mein Kampf koja je sadržava veliki dio ideologije koju će kasnije sprovesti u djelo. Najvažniji dio Hitlerove ideologije bilo je kreiranje »rasno čistog« društva koje će svoje temelje imati u »arijevskoj rasi«, a sve ostale neželjene rase bit će isključene, odnosno istrebljene (Židovi, Romi i sl.). Nacistička ideologija bila je u velikoj mjeri prožeta antisemitizmom, »rasnom higijenom« te nacističkom eugenikom koja je za cilj imala eliminaciju svih onih koji nisu u mogućnosti raditi i pridonositi društvu te onih koji nisu sposobni imati zdrave potomke. Stvaranje čiste »arijevske rase« trebalo se dogoditi velikim ratom na području Europe i drugih kontinenata, tj. Hitler je želio pripojiti sve države u kojima žive Nijemci, odnosno napasti sve države u kojima žive Židovi kako bi ih istrijebio jer ih je smatrao kao najveće neprijetelje društva.
Nacistička ideologija potisnula je intelektualni pokret na samo dno te je podržavana umjetnost samo u slučajevima kada je ona služila kao opća propaganda. Umjesto intelektualnih ulaganja nacisti su ulagali u vojsku i vojnu opremu kako bi mogli ostvariti svoje velike planove te riješiti pitanje Židova.

## Područje
Granice Njemačke iz 1933. nastale su još Versajskim sporazumom 1919. Na sjeveru je Njemačka dodirivala Sjeverno i Baltičko more i graničila s Danskom; na istoku je Njemačka bila podijeljena na dva dijela, tako je graničila s Litvom, Slobodnim Gradom Danzigom, Poljskom i Čehoslovačkom; na jugu je Njemačka graničila s Austrijom i Švicarskom, i na zapadu s Francuskom, Luksemburgom, Belgijom, Nizozemskom i Saarskom oblašću, koja je bila pod upravom Lige naroda. Granice se mijenjaju nakon što Njemačka vraća Saar pod svoju upravu, zatim se Njemačka ujedinjuje s Austrijom, što je poznato kao Anschluss, Münchenskim sporazumom dobiva Sudetenland od Čehoslovačke i u ožujku 1939. ruši Čehoslovačku stvarajući nezavisnu Slovačku i protektorat Bohemija i Moravska. Prije rata Njemačka dobiva i regiju Memel od Litve. Njemačke granice nastavljaju se mijenjati i u vrijeme Drugog svjetskog rata.

## Gospodarstvo
Njemačko gospodarstvo je patilo zbog učinaka velike depresije koja je za sobom ostavila veliku nezaposlenost koja je uslijedila nakon sloma američke burze 1929. godine. Dolaskom na vlast 1933. godine, Adolf Hitler uveo je niz ekonomskih politika koje su za cilj imale popravak opće financijske situacije. Mjere su uključivale privatizaciju državne industrije, autarkiju i tarife na uvoz. Tijekom ovog perioda plaće su se povećale za 10,9 %. Politika smanjene vanjske trgovine i uvoza značila je da su mnoga do sad dostupna dobra Nijemcima bila uvelike ograničena (egzotično voće, perad, obuća i sl.).
1934. godine, tadašnji nacistički ministar gospodarstva Hjalmar Schacht upoznao je narod s posebnim državnim mjenicama koje su Reichu omogućile da se ponovno naoruža bez ijedne potrošene reichmarke. Nove mjenice, zvane još i Mefo mjenice, omogućile su njemačkim poslovnim subjektima međusobnu bezgotovinsku trgovinu. Ove mjenice nisu se pojavljivale u ni jednom računovodstvenom aktu, odnosno nitko ih nije nigdje knjižio ni bilježio pa se njemačko naoružanje moglo odvijati ispod površine i daleko od oka javnosti. Između 1933. i 1939. godine državni proračun imao je prihode od 62 milijarde Reichsmaraka dok su troškovi državnog proračuna iznosili preko 100 milijardi Reichsmaraka (procjenjuje se kako se oko 60 % proračuna trošilo na naoružavanje oružanih snaga i policije). Od 1939. godine nezaposlenost praktički nije ni postojala (oko 300 000 nezaposlenih).
Hermann Göring izgradio je veliku osnovu za potpunu kontrolu ekonomije. Od Invazije na Poljsku pa do 1942. godine Njemačka ekonomija nije imala potpuna obilježja prave ratne ekonomije. 1942. godine pod vodstvom Alberta Speera ekonomija poprima potpuna ratna obilježja. Zbog velike državne kontrole poduzeća su uživala niske ekonomske slobode, a režim je opisan kao »komandni kapitalizam«. Sve financijske investicije njemačkih građana limitirane su isključivo na one od kojih može profitirati kolektiv (vojska, policija, infrastruktura i sl.; takoreći su se investicije odobravale s obzirom na motiv istih). Početak rata za njemačko gospodarstvo donio je razne gospodarske blokade i restrikcije, ponajprije od strane Velike Britanije. Njemačka industrija jako je teško dolazila do materijala kao što su nafta, šećer, kava, čokolada i pamuk. Njemačka ekonomija također je profitirala od prisilnog rada. U radnim logorima radili su homoseksualci, Židovi, Romi i drugi, tj. svi oni koje je nacistička politika smatrala neprijateljima. Godine 1944. saveznička bombardiranja uništila su velik dio tvornica. Kolaps ekonomije nagovijestio kraj rata i njemački poraz. Nedostatci hrane doveli su do toga da je sve više Nijemaca počelo umirati u vlastitoj državi, a većina njih zbog gladi nije mogla ni raditi.

## Obrazovanje
Nacistička ideologija antisemitizma ogledala se i u sektoru obrazovanja tako što su 1933. godine doneseni zakoni koji su zabranjivali svih židovskim učiteljima i profesorima da rade u javnim školama. Kako bi ostali na radnom mjestu ili se zaposlili, učitelji su se morali pridružiti Nacionalsocijalističkoj ligi učitelja (Nationalsozialistischer Lehrerbund). Nakon dovibanja posla morali su položiti zakletvu na odanost i služenje Hitleru, a oni koji su kasnije uhvaćeni i u najmanjim prijestupima bili su zauvijek izbačeni iz obrazovnog sustava. Hitleru je obrazovni sustav bio od vitalne važnosti za indoktrinaciju mladih Nijemaca koji će kasnije postati nositelji nacističke ideologije i vojnih formacija. Loša financijska situacija u državi te manjak obrazovnog proračuna doveli su do toga da je prosječna veličina razreda porasla s 37 učenika (1927.) na 43 učenika (1938.).
Školski udžbenici morali su dobiti posebno odobrenje ministarstva za obrazovanje (Reichserziehungsministerium). U ime ministarstva osobno su ih odobravali, a u većini slučajeva i izdavali Wilhem Frick i Bernhard Rust. Kada je Hitler došao na vlast 1933. godine uklonio je sve tadašnje udžbenike koji su se kosili s njegovom ideologijom. Primarna i sekundarna edukacija fokusirala se na učenje o rasnoj biologiji, demografskoj politici, kulturi, zemljopisu, a nacisti su posebnu pažnju posvetili tjelesnom odgoju i fizičkim aktivnostima. U višim razredima i školama učila se fizika te podznanosti fizike poput balistike i aerodinamike. Učenici su bili prisiljeni gledati sve filmove i dokumentarce koje je za njh propremilo ministarstvo propagande.
Broj studenata na sveučilištima se pod nacističkim režimom smanjio. Godine 1931. iznosio je 104 000 da bi osam godina kasnije u Njemačkoj studiralo samo 41 000 studenata.

## Vojna hijerarhija
- Wehrmacht – Vojska
  - Oberkommando der Wehrmacht – Vrhovno zapovjedništvo vojske
    - Šef OKW-a – feldmaršal Wilhelm Keitel
      - Načelnik operativnog stožera – general pukovnik Alfred Jodl

- Heer – Pješaštvo
  - Oberkommando des Heeres – Vrhovno zapovjedništvo pješaštva
  - Vojni vođe u službi:
    - general pukovnik Werner von Fritsch (1935. – 1938.)
    - feldmaršal Walther von Brauchitsch (1938. – 1941.)
    - Führer i Reichskanzler Adolf Hitler (1941. – 1945.)
      - feldmaršal Ferdinand Schörner (1945.)

- Kriegsmarine – Mornarica
  - Oberkommando der Marine – Vrhovno zapovjedništvo mornarice
  - Mornarički vođe u službi:
    - Großadmiral Erich Raeder (1923. – 1943.)
    - Großadmiral Karl Dönitz (1943. – 1945.)
    - General admiral Hans-Georg von Friedeburg  (1945.)

- Luftwaffe – ratno zrakoplovstvo
  - Oberkommando der Luftwaffe – Vrhovno zapovjedništvo ratnog zrakoplovstva
    - Reichsluftschutzbund

  - Zrakoplovni vođe u službi:
    - Reichsmarschall Hermann Göring (do 1945.)
    - feldmaršal Robert Ritter von Greim (1945.)

- Abwehr – Obavještajna služba
  - kontraadmiral Konrad Patzig (1932. – 1935.)
  - viceadmiral Wilhelm Canaris (1935. – 1944.)

- Waffen-SS – Elitna borbena organizacija
  - Reichsführer-SS Heinrich Himmler

## Popis važnijih dužnosnika Trećeg Reicha
Ovdje je navedeno samo njih 15. Za cjelovit popis: Istaknuti nacisti.
- Adolf Hitler – Führer (vođa) – kancelar, predsjednik države i vrhovni zapovjednik Wehrmachta.
- Hermann Göring – Reichsmarshall i premijer. Ministar zrakoplovstva.
- Rudolf Hess –  Führerov zamjenik.
- Joseph Goebbels – ministar propagande i narodne prosvjete.
- Albert Speer – Hitlerov arhitekt i budući ministar naoružanja.
- Heinrich Himmler – zapovjednik SS-a i upravitelj njemačke policije.
- Martin Bormann – voditelj NSDAP-a (nacističke stranke).
- Joachim von Ribbentrop – ministar vanjskih poslova od 1938.
- Alfred Rosenberg – Reichsleiter.
- Walther Funk – ministar industrije.
- Wilhelm Frick – ministar unutarnjih poslova.
- Ernst Kaltenbrunner – vođa RSHA.
- Hjalmar Schacht – ministar bez lisnice, predsjednik Reichsbank.
- Konstantin von Neurath – voditelj tajnog Kabineta, ministar vanjskih poslova od 1932. do 1938.
- Arthur Seyss-Inquart – Reichsstatthalter (namjesnik) u Austriji.

## Vanjske poveznice
- (engl.) Axis History Factbook — Third Reich
- (engl.) Third Reich in Ruins - Photos taken during the Nazi regime compared to present-day locations
- (engl.) Hitler's Third Reich in the News  Arhivirana inačica izvorne stranice od 22. srpnja 2010. (Wayback Machine) - Daily edited review of Third Reich-related news and articles.
- (engl.) The High Cost of Vengeance  Arhivirana inačica izvorne stranice od 8. studenoga 2006. (Wayback Machine), by Freda Utley (1949; PDF, size - 20 MB)
- (njem.) NS-Archiv - Large collection of original scanned Nazi documents
- (njem.) The German Resistance and the USA  Arhivirana inačica izvorne stranice od 30. prosinca 2006. (Wayback Machine)
- (njem.) WWW-Virtual Library Contemporary History - Germany  Arhivirana inačica izvorne stranice od 3. rujna 2012. (Wayback Machine) - Catalog with online resources
- (njem.) The Third Reich and National Socialism in Color - a video documentary by Spiegel TV  Arhivirana inačica izvorne stranice od 23. studenoga 2007. (Wayback Machine)
- (rus.) Weapons of the Third Reich